# Корен-Беной (Ножай-Юртовский район)
Корен-Беной (чечен. Коьран-Бена) — село в Ножай-Юртовском районе Чеченской Республики. Входит в состав Бенойского сельского поселения.

## География
Село расположено на правом берегу реки Бенойясси, в 24 км к юго-западу от районного центра — Ножай-Юрт и в 92 км к юго-востоку от города Грозный.
Ближайшие населённые пункты: на севере — село Беной, на северо-востоке — сёла Денги-Юрт и Ожи-Юрт, на востоке — село Алхан-Хутор, на юге — село Лем-Корц, на юго-западе — село Беной-Ведено и на северо-западе — село Пачу.

## Этимология
Название села Корен-Беной переводится с чеченского языка, как — «ястребиное гнездо» (чечен. Коьрен Бена).

## История
В дневниках Н. С. Семёнова, которые хранились в фондах Национального музея Чеченской Республики до начала военных действий 1994-1996 гг., был найден обширный материал, относящийся к скифо-сарматскому времени. Среди него выделяются рисунки целых и фрагментированных прямоугольных блях, а также одной круглой. Все эти находки были сделаны в окрестностях селений Корен-Беноя и Гордали.

## Население
| 1990 | 2002 | 2010 |
| ---- | ---- | ---- |
| 315  | ↘295 | ↗368 |

## Образование
- Корен-Бенойская государственное основная общеобразовательная школа[9].